# Parigi tra le due rive
Parigi tra le due rive è un dipinto a olio su tela (148x102 cm) realizzato il 1953 ed il 1956 dal pittore Marc Chagall.
Fa parte di una collezione privata.
La tela, realizzata dopo il secondo matrimonio del pittore, raffigura una coppia di sposi che celebrano il rito secondo la tradizionale ebraica